# Urheimat proto-uralica

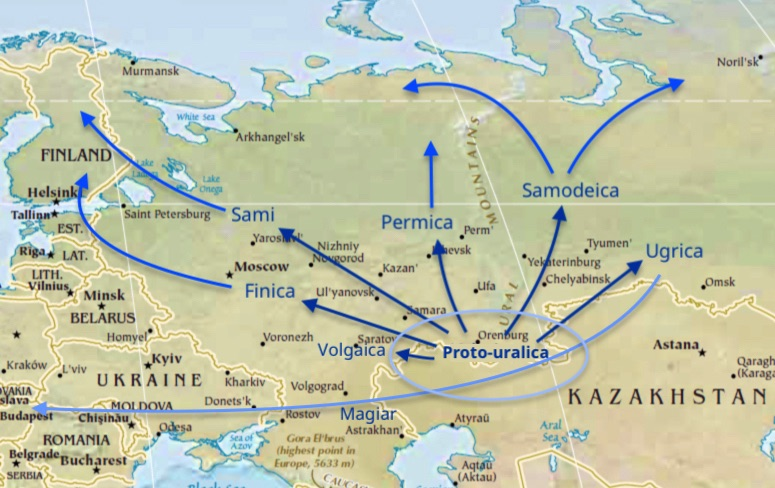
Mappa ipotetica delle migrazioni proto-uraliche

La Urheimat proto-uralica è un insieme di ipotesi sull'origine delle attuali lingue uraliche e sulla loro patria originaria. 
La ricerca, volta a trovare il luogo di nascita della lingua proto-uralica, è stata condotta attivamente dalla metà del XX secolo. Tuttavia, è importante notare che l'idea di un'identità proto-uralica ben definita è stata largamente discussa in alcuni ambiti accademici, ma non è accettata universalmente e rimane oggetto di dibattito tra gli studiosi.

## Ipotesi sulle origini
Tra il XVIII e il XIX secolo emerse la ricerca sulle relazioni di parentela tra i popoli e le lingue. Gli studiosi delle lingue scoprirono le somiglianze tra le lingue e sulla base di esse crearono gli alberi genealogici delle lingue. Secondo la concezione degli studiosi della linguistica comparativa dell'epoca, le lingue correlate si svilupparono da una lingua madre comune parlata da un popolo antico. Nel caso delle lingue uraliche, diversi studiosi avanzarono varie ipotesi sull'origine di una lingua madre ipotetica, il proto-uralico, e sulla sua Urheimat.

### Ipotesi europea vs. ipotesi siberiana
La patria della famiglia linguistica uralica, secondo molte ipotesi, si trovava vicino agli Urali, sul lato europeo o sul lato siberiano della catena. La ragione principale di tale ipotesi si deduce dal fatto che la lingua proto-samoiedica si separò per prima dal ramo principale; poiché l'attuale confine tra i rami samoiedici e ugrici è nell'area della Siberia occidentale, si presumeva che anche la divisione iniziale si fosse verificata qui.
Sia le ipotesi europee che quelle siberiane sono supportate da prove paleolinguistiche, anche se le corrispondenti ricostruzioni semantiche non sono sempre affidabili. La teoria siberiana è supportata dalla parentela tra due tipi di conifere, il Pinus sibirica e il Pinus cembra, quest'ultimo presente in Europa orientale.
Alla fine del XX secolo, il linguista finlandese Jorma Koivulehto e i suoi seguaci presentarono anche prove di prestiti dal protoindoeuropeo al proto-uralico, ma questo punto di vista fu aspramente criticato dai ricercatori russi, in particolar modo da Vladimir Napol'skikh nel suo libro Introduzione all'Uralistica Storica. Poiché la protopatria indoeuropea è raramente situata ad est degli Urali, tali prestiti potrebbero confermare la teoria europea per la famiglia linguistica uralica. La lingua proto-finnougrica, apparentemente, si sviluppò in contatto con il proto-indoiranico – che si suppone abbia avuto origine nella cultura di Poltavka delle steppe settentrionali del Mar Caspio, prima di espandersi in Asia – e, più tardi, con un'altra lingua del ramo estinto della famiglia indoiranica, nominata da Evgenij Helimskij come "lingua ariana di Andronovo". Allo stesso tempo, la lingua proto-uralica, o anche la più antica lingua pre-proto-uralica, apparentemente, potrebbe provenire ancora dall'Asia, per via dei suoi primi contatti con le lingue jukaghire e dalle somiglianze tipologiche con la famiglia delle lingue altaiche.

## Teorie della continuità
Le teorie di continuità archeologica sono state a lungo applicate come motivo per la continuità linguistica delle lingue uraliche. Tra i precursori di tale argomentazione vi erano gli studiosi estoni Paul Ariste e Harri Moora, negli anni '50. La variante più comune delle teorie di continuità può essere chiamata teoria di continuità moderata o di base, la quale afferma che la continuità tra Estonia e Finlandia può essere tracciata fino all'inizio della cultura della ceramica a pettine, circa 6000 anni fa. Seppur contestata per tanto tempo, questa idea è diventata la corrente dominante in seguito alla Conferenza multidisciplinare di Tvärminne, nel 1980, quando non sembrava esserci alcuna contraddizione evidente.
La teoria della continuità è diventata più evidente negli anni '90, quando è stata introdotta una sua versione più radicale e profonda. Questa teoria suggerisce che la continuità in Finlandia possa risalire al periodo mesolitico, circa 10 000 anni fa, prima della colonizzazione iniziale.
Al contrario, nell'ambito degli studi indoeuropei, James Patrick Mallory ha esaminato in modo completo la debolezza metodologica della continuità nel 1989. Negli studi uralici, è stato notato che lo stesso argomento viene utilizzato per sostenere teorie contraddittorie.
Inoltre, nuovi risultati linguistici sembrano portare a un'ulteriore incongruenza: i dati del proto-sami e del proto-finlandese, così come il proto-uralico stesso, sembrano essere chiaramente più recenti di quanto si credesse nella struttura di continuità.

## Teorie migratorie
Dopo il rifiuto della teoria di continuità, le ragioni linguistiche hanno posizionato un possibile punto di origine vicino al fiume Kama o, più in generale, vicino alla grande curva del fiume Volga e agli Urali. La diffusione del proto-uralico viene datata intorno al 2000 a.C. e le sue radici più antiche risalgono a almeno uno o due millenni prima. Questa datazione è molto più tarda rispetto alle idee più antiche della teoria di continuità, che collocava il proto-uralico sul lato europeo degli Urali.
Juha Janhunen e altri suggeriscono un'eventuale patria ancestrale nella Siberia Occidentale, in un'area compresa tra il fiume Ob' e il fiume Enisej.
Un'altra teoria suggerisce che la popolazione uralica abbia avuto origine a sud degli Urali, tra il fiume Volga e il fiume Ural. Dopo la fine dell'era glaciale, gli uralici si spostarono verso nord-est e nord-ovest. Nel III millennio a.C., gli antenati della popolazione proto-samoieda migrarono verso nord-est, mentre gli antenati della popolazione proto-ugrica seguirono il fiume Ob', probabilmente spingendo i proto-samoiedi ancora più a nord. A est degli Urali, lungo i fiumi Kama, Oka e Volga, si trovano situazioni simili: nello stesso periodo, gli antenati del popolo proto-sami si spostarono verso nord-est e colonizzarono inizialmente l'area intorno alla Finlandia, mentre gli antenati del popolo proto-finnico li seguirono, colonizzando inizialmente l'area intorno all'Estonia, portando probabilmente i sami a muoversi ancora verso nord. Gli antenati dei proto-permici (come i Komi e gli Udmurti) si trasferirono a nord e ovest, mentre gli antenati della popolazione volgica (Mari e Mordvini) rimasero vicino all'origine.
La storia antica racconta che gli Ungari si unirono ad altre tribù ugriche intorno all'800 a.C., insieme anche a diverse tribù delle steppe, invadendo infine l'area dell'attuale Ungheria intorno al 895 d.C.

## Prove archeologiche
Se si esamina il progresso archeologico che può essere correlato a lingue ed etnie, è molto probabile che intorno al 5000 a.C. la popolazione protoindoeuropea (PIE) si fosse già estesa fino a metà valle del Volga e forse fino alla valle dell'Ural. Le culture di Samara e di Chvalynsk, ad esempio, sono considerate di origine PIE. Allo stesso modo, la popolazione uralica si era già diffusa fino a regioni remote, come la regione baltica e la Scandinavia, come dimostrato dalla cultura della ceramica a pettine.
Intorno al 3700 a.C., le culture Botai e Tersek, potenzialmente le prime ad addomesticare il cavallo, potrebbero essere state uraliche. D'altronde, intorno al 3600 a.C., è probabile che i proto-indoiranici abbiano sviluppato la cultura di Jamna, che iniziò a spingere la popolazione uralica verso nord, oltre ai proto-tocari della cultura di Afanasevo, che verso il 3300 a.C. avevano già superato la maggior parte delle steppe.
Alcune teorie suggeriscono che la cultura della ceramica cordata, che risale a circa il 3000 a.C. e si trovava nella parte settentrionale e nord-orientale dell'Europa, fosse originariamente una cultura uralica, adottata poi dalle popolazioni proto-germaniche e proto-balto-slave. È anche possibile che la natura insolita delle lingue germaniche derivi da una popolazione finnica che cercava di parlare una lingua indoeuropea.
In Ucraina e nella valle del fiume Volga inferiore, la cultura indoiranica si evolse nella cultura delle catacombe e nella cultura di Poltavka (circa 2700 a.C.), mentre al nord, il popolo finnico portò alla nascita della cultura di Abaševo (circa 2500 a.C.). Successivamente, gli indoiranici iniziarono presumibilmente a spostarsi verso nord, oltrepassando gli Urali e incontrando le culture uraliche della Siberia.

## Prove genetiche
La prova genetica della correlazione tra i popoli uralici è l'aplogruppo N1c-TAT (yDNA), anche chiamato N-M46. Il 61% dei finlandesi, il 53% dei sami e il 34% degli estoni appartengono al gruppo N1c. La popolazione samoieda tende ad avere maggior frequenza nell'aplogruppo N1b-P43 rispetto a N1c. L'aplogruppo N ha avuto origine nella parte meridionale della Cina circa 15 000-20 000 anni fa ed si è diffuso attraverso l'Eurasia settentrionale, dalla Siberia all'Europa settentrionale. Il sottogruppo N1c1 è comunemente trovato nella popolazione finno-ugrica e N1c2 nella popolazione samoieda. Inoltre, l'aplogruppo Z (mtDNA), trovato frequentemente tra sami, finlandesi e siberiani, è correlato alla migrazione delle popolazioni uraliche.
In recenti studi genetici condotti su resti umani antichi risalenti alla civiltà Liao, è stato trovato un alto grado di frequenza dell'aplogruppo N1 (yDNA), pari al 71%. Ciò suggerisce l'ipotesi che la culla ancestrale delle lingue uraliche (e forse anche delle lingue jukaghire) potrebbe essere la valle del fiume Liao. Inoltre, sono stati trovati manufatti di ceramica attribuiti al popolo finno-ugrico all'interno della medesima civiltà. Tuttavia, Vladimir Napol'skikh, in uno dei suoi studi sulle origini dei miti della creazione, ha concluso che alcuni di questi, che si trovano nel folclore dei popoli uralici e di altre popolazioni di aplogruppo N1 (yDNA), hanno avuto origine nell'Asia settentrionale, probabilmente nelle regioni nord-occidentali della Cina moderna.